# Каменка (Черниговский район)
Каменка (укр. Кам'янка) — село в Стульневском сельском совете, Черниговский район, Запорожская область, Украина.
Код КОАТУУ — 2325587202. Население по переписи 2001 года составляло 136 человек.

## Географическое положение
Село Каменка находится на левом берегу реки Токмак, недалеко от места слияния её с рекой Каинкулак в реку Токмакчка, выше по течению на расстоянии в 3 км расположено село Стульнево. На расстоянии в 1,5 км расположен посёлок Стульнево.

## История
- 1862 год — дата основания как село Гамберг (Hamberg).
- До 1871 года село входило в Молочанский меннонитский округ Бердянского уезда[2].
- В 1945 году переименовано в Каменку[3].

## Экономика
- Стульневский гранитный карьер.